# Сан-Хосе (вулкан)
Вулкан Сан-Хосе́ (ісп. Volcán San José), або Сан-Хосе́-де-Ма́йпо (ісп. Volcán San José de Maipo) — стратовулкан в Чилійсько-Аргентинських Андах, розташований на кордоні чилійського регіону Сантьяго і аргентинської провінції Мендоса, на південь від старішого, ймовірно погаслого, вулкану Мармолехо, що часто включається до одного гірського комплексу з Сан-Хосе.
Перше сходження в північну вершину Сан-Хосе відбулося в 1920 році, коли Хуан Гвіннер досяг другорядної вершини вулкану заввишки 5740 м. В 1931 році Отто Пфннінхер і Себастьян Крюккель піднялися на головну (південну) вершину вулкану і були здивовані розміром кратера і льодовику, розташованого усередині кратера.